# 卡比萊島

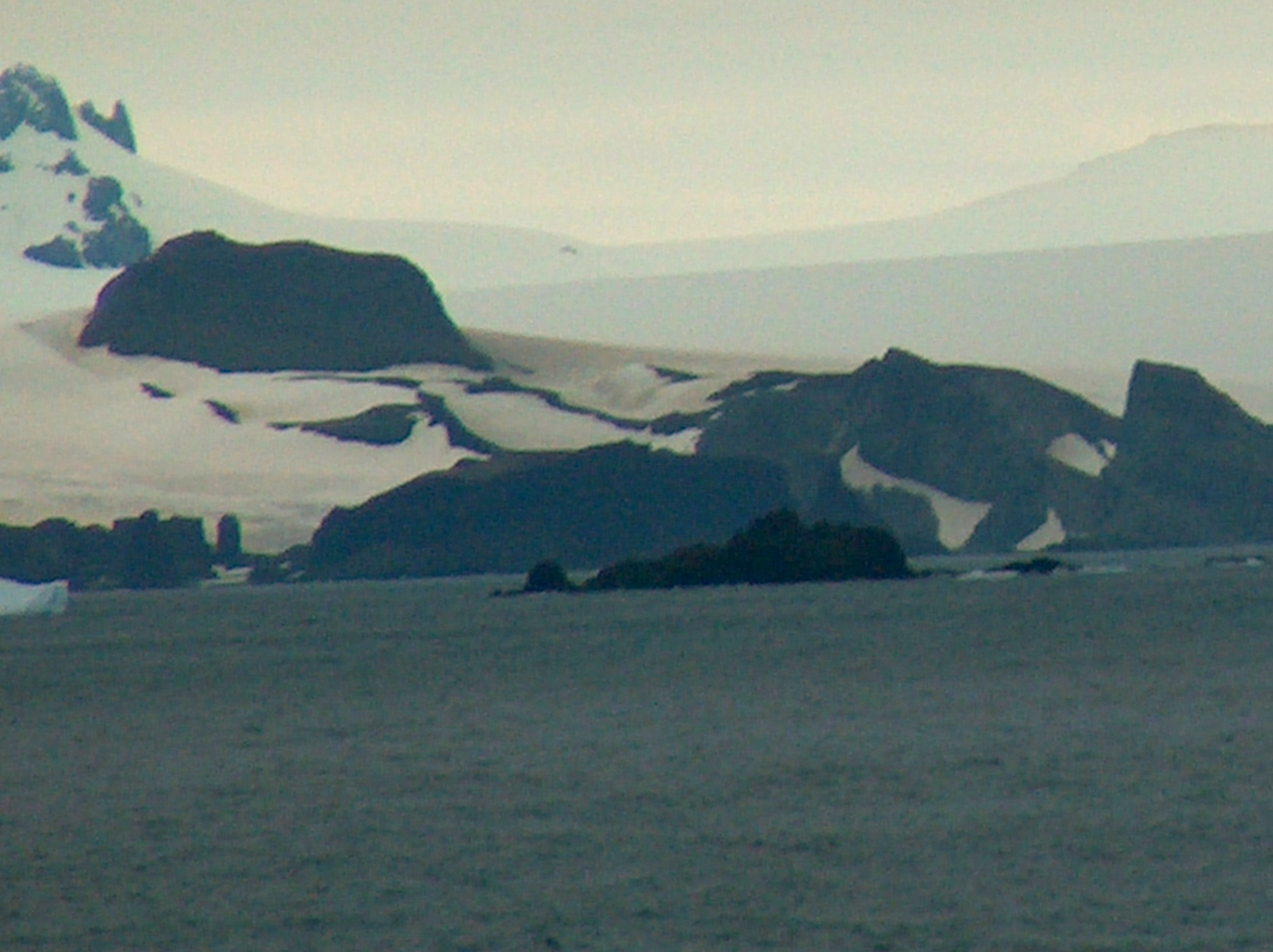

62°26′26″S 59°56′35″W / 62.44056°S 59.94306°W
卡比萊島（英語：Kabile Island）是南極洲的島嶼，位於格林尼治島北面，屬於南設得蘭群島的一部分，長0.7公里、寬0.45公里，面積0.19平方公里，處於帕夫利凱尼角以東0.95公里、克魯奇峰以北1公里、米萊蒂奇角西北面0.2公里和翁格利島西南面2.5公里。